# Cornerstones: 1967-1970
Cornerstones 1967-1970 è un album compilation che raccoglie alcuni dei brani più famosi e celebrati di Jimi Hendrix dal 1966 al 1970. Il disco venne pubblicato in Gran Bretagna nel 1990 dalla Polydor Records.

## Il disco
All'epoca della pubblicazione si trattava dell'unico album di Jimi Hendrix disponibile in versione CD che conteneva la versione in studio di The Star Spangled Banner (tratta dall'LP Rainbow Bridge).

## Tracce
Tutti i brani sono opera di Jimi Hendrix, eccetto dove indicato.
1. Hey Joe (Billy Roberts)
2. Purple Haze
3. The Wind Cries Mary
4. Foxy Lady
5. Crosstown Traffic
6. All Along the Watchtower (Bob Dylan)
7. Voodoo Child (Slight Return)
8. Have You Ever Been (To Electric Ladyland)
9. Star Spangled Banner (Francis Scott Key, John Stafford Smith, arr. Hendrix) (Studio version)
10. Stepping Stone
11. Room Full of Mirrors
12. Ezy Rider
13. Freedom
14. Drifting
15. In From the Storm
16. Angel
17. Fire (Live all'Atlanta International Pop Festival, 4 luglio 1970)
18. Stone Free (Live all'Atlanta International Pop Festival, 4 luglio 1970)

## Formazione
- Jimi Hendrix: chitarra elettrica, voce, basso (tracce 7, 8), cori, kazoo fatto con un pettine e della carta (traccia 5)
- Noel Redding: basso, cori
- Mitch Mitchell: batteria
- Billy Cox: basso sulle tracce 10, 11, 12, 13, 14, 15, 16, 17, 18, coro nella traccia 12
- Buddy Miles: batteria sulle tracce 10, 11 e 12, cori sulla traccia 12